# الكاهون
الكاهون أو إل كاهون أو ألكاهون (بالإنجليزية: El Cajon)‏؛ هي إحدى مدن مقاطعة سان ديغو، كاليفورنيا. أعطيت لقب مدينة في 12 نوفمبر، 1912. وتشتهر المدينة بمناخ البحر المتوسط.

## العرب في الكاهون
مدينة الكاهون بها عدد كبير من المهاجرين العرب والكلدان وأكثرهم عراقيو الأصل. كلا هاتين المجموعتين من بين أكبر هذه المجتمعات في الولايات المتحدة الأمريكية. وفقا لمكتب التعداد الأمريكي 2008-2010 يقدر عدد السكان العرب 7,537 (7.6٪، عراقيون أساسا) و 6,409 (6.4٪) كلدان كاثوليك. في عام 2017 قدر متحدث باسم مدينة الكاهون أن ما بين 15000 و 20000 من الكاثوليك الكلدانيين يعيشون في المدينة.في الكاهون أنشأ المهاجرون واللاجئون العراقيون مؤسسات مجتمعية جديدة مع الحفاظ على تقاليد العراق. على امتداد وسط المدينة تغطي لافتات مكتوبة بالخط العربي واجهات الوكالات والمحلات. 

## شخصيات مشهورة
- جيمي جونسون سائق في سباقات ناسكار.
- كريغ لوجانيس سباح أولمبي حائز على مداليتين ذهب في الأولمبياد.

## أعلام
- جيروم وايتهيد
- ماري أندرسون
- غريغ غارسيا
- إدوارد أ. كرايغ
- كارل ميس
- أ. جاي غريفين
- برايان جايلز
- جيمي جونسون
- غلين مورغان